# Metropolitana di Praga
La metropolitana di Praga è una rete di linee metropolitane a servizio della città di Praga. È composta di tre linee: linea A (verde), linea B (gialla) e linea C (rossa). È dotata di 61 stazioni e la lunghezza complessiva ammonta a circa 65 chilometri. La rete insieme ai trasporti di superficie è gestita da Dopravní podnik hlavního města Prahy.

## Rete
Attualmente la rete è composta da tre linee:

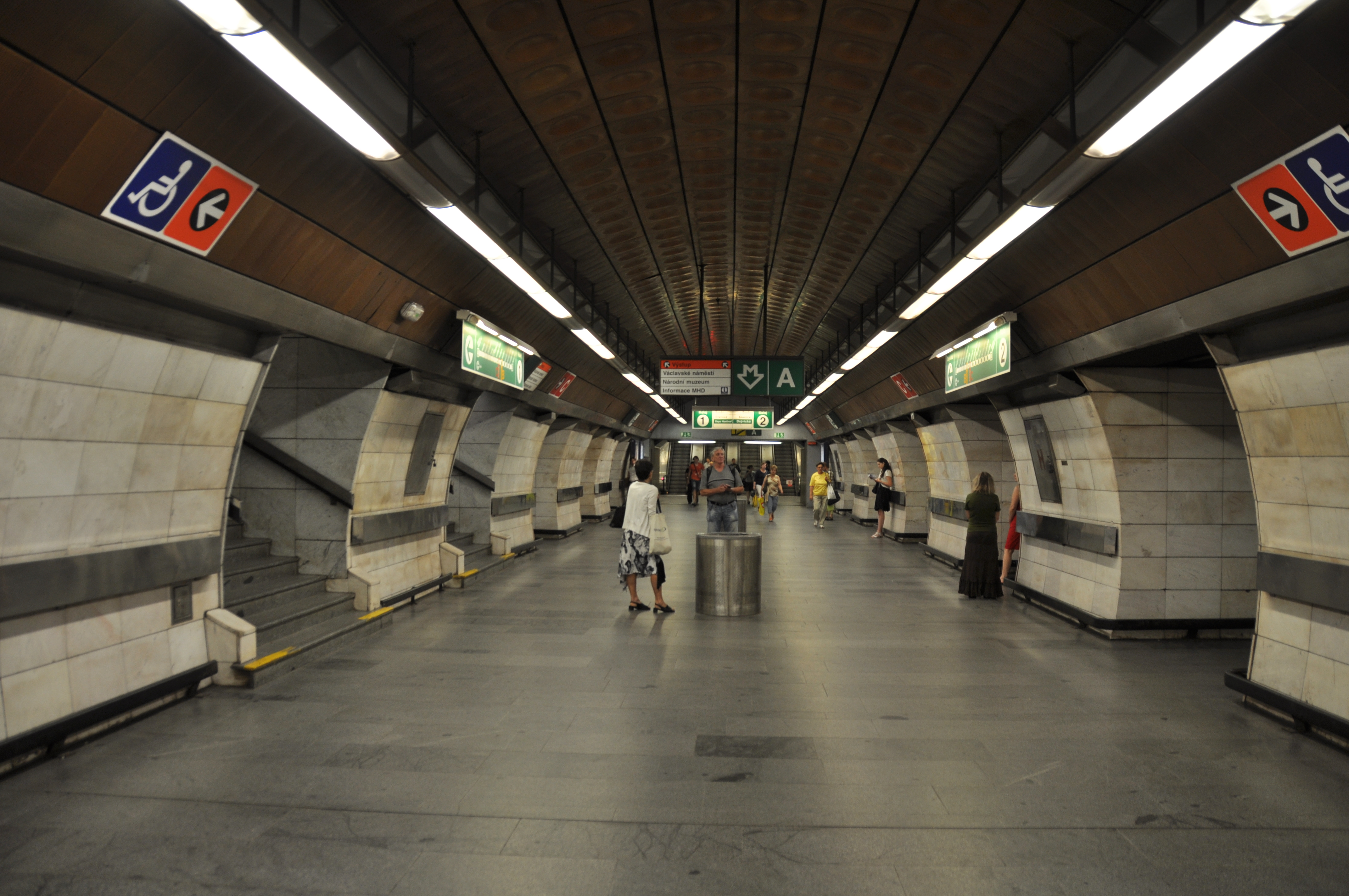
linea A, stazione di Muzeum

| Linea   | Percorso                        | Inaugurazione | Ultima estensione | Lunghezza in km | Numero di stazioni | Viaggiatori in milioni | Tempo di percorrenza |
| ------- | ------------------------------- | ------------- | ----------------- | --------------- | ------------------ | ---------------------- | -------------------- |
| Linea A | Nemocnice Motol ↔ Depo Hostivař | 1978          | 2015              | 17,2            | 17                 | 0,276                  | 30 min               |
| Linea B | Zličín ↔ Černý Most             | 1985          | 1998              | 25,7            | 24                 | 0,404                  | 42 min               |
| Linea C | Háje ↔ Letňany                  | 1974          | 2008              | 22,4            | 20                 | 0,53                   | 35 min               |
| Totale: | Totale:                         | Totale:       | Totale:           | 65,3            | 61                 |                        |                      |

## Caratteristiche
Ognuna delle 3 linee è rappresentata da un colore sulla mappa e sui segnali.

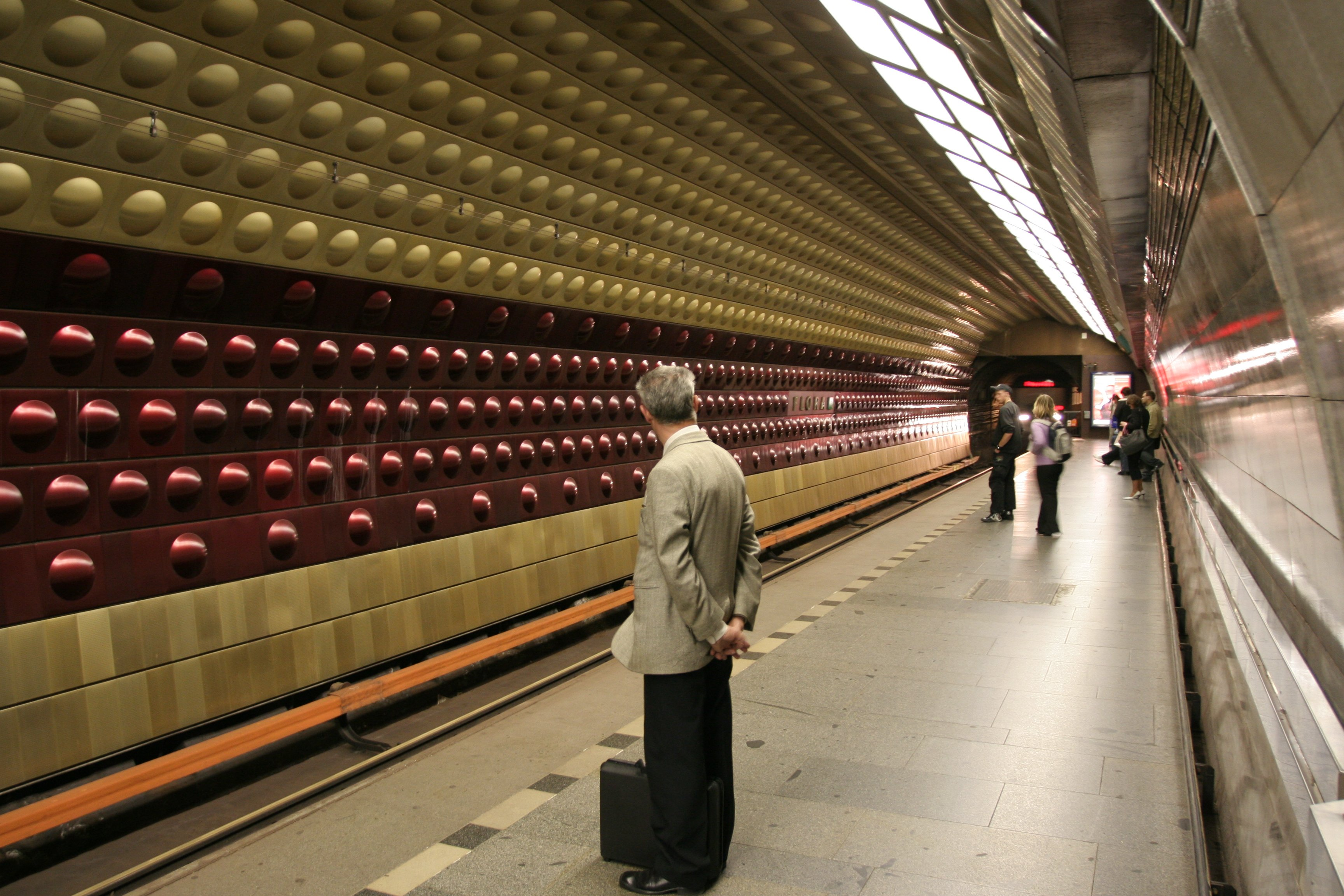
Linea A, fermata Flora

- Linea A (verde)
- Linea B (giallo)
- Linea A, fermata FloraLinea C (rosso)

La rete è lunga circa 65 km e vi sono presenti 61 stazioni (contando 2 volte le tre stazioni di interscambio tra due linee presenti). La metropolitana opera dalle 5 del mattino fino alla mezzanotte ogni giorno e viene usata da più di 420 milioni di persone all'anno. Appartiene alla Società del trasporto pubblico di Praga che gestisce tutti i trasporti pubblici di Praga (tram, autobus, la funicolare di Petřín e la seggiovia all'interno dello Zoo di Praga); dal 1993 questo sistema è connesso con treni pendolari e autobus che insieme formano una rete di trasporto pubblico che raggiunge posti anche lontani dalla città, chiamato "Trasporto integrato di Praga" (Pražská integrovaná doprava - PID).
Mentre questo grande sistema è prezzato a zone, la metropolitana si trova completamente nella zona centrale e quindi non ha variazioni di prezzo.

## Biglietti
La metropolitana di Praga ha un sistema di convalida aperto, senza tornelli. I passeggeri devono acquistare e convalidare i biglietti prima dell'ingresso nelle piattaforme. I controllori, senza uniforme, hanno la facoltà di controllare la convalida del biglietto all'interno dell'area di transito dei treni.
Il biglietto, della durata di 90 minuti, costa 40 corone.
C'è inoltre un biglietto del costo di 30 corone che ha la validità di 30 minuti permettendo l'interscambio con le altre linee.
Esistono biglietti turistici per 1 giorno (120 corone) e per 3 giorni (310 corone). I biglietti sono validi per tutti i mezzi di trasporto gestiti da Dopravní podník hlavního města Prahy.

## Ristrutturazioni
Alcune stazioni sono già state ricostruite, in altre si sta procedendo con la ristrutturazione o si procederà tra non molto. Nel 2014 è stata completamente ricostruita la stazione Národní třída, seguiti da lavori nella stazione di Chodov. Dal 2015 è invece avvenuta la ristrutturazione completa della stazione Muzeum di interscambio tra linea A e C. Lavori nel periodo 2015-2020 sono avvenuti anche nelle stazioni di Skalka (linea A), Palmovka (linea B), Anděl (linea B), Karlovo náměstí (linea B), Invalidovna (linea B), Opatov (linea C), Pankrác (linea C) e Kačerov (linea C). Nel 2017 è stata ricostruita la stazione di Smíchovské nádraží, insieme ad essa sono state ristrutturate l'omonima stazione dei treni e la zona nelle sue vicinanze, coinvolta poi in ulteriori lavori di modernizzazione dal 2024.

## Progetti
Nel maggio 2008 sono state aperte tre nuove stazioni della linea C (Střížkov, Prosek e Letňany).
La linea A è stata estesa in direzione ovest: il prolungamento nella parte nord-ovest verso Nemocnice Motol da Dejvická (con le stazioni: Bořislavka, Nádraží Veleslavín, Petřiny e la terminale Nemocnice Motol) è stato inaugurato il 6 aprile 2015 ed è in progettazione un ampliamento con binari esterni fino all'aeroporto Internazionale di Praga (Václav Havel). Inoltre questo primo ampliamento sarà connesso alla ferrovia rapida all'aeroporto fino a Kladno.
È in fase di costruzione una nuova linea (linea D), rappresentata dal colore blu. Collegherà il centro con la zona sud della città e andrà da Náměstí Míru a Depo Písnice, con fermate a Náměstí bratří Synků, Pankrác (interscambio con la linea C), Olbrachtova, Nádraží Krč (interscambio ferroviario), Nemocnice Krč, Nové Dvory, Libuš e Písnice. I primi lavori, dopo alcuni ritardi, sono iniziati nel 2022, ed il completamento della linea è previsto per il 2034.
Un possibile ampliamento futuro della rete della metropolitana è costituito dalla Linea E (una linea circolare intorno al centro, color viola).